# Dasyatis
Dasyatis – rodzaj morskich i słodkowodnych ryb chrzęstnoszkieletowych z podrodziny Dasyatinae w obrębie rodziny ogończowatych (Dasyatidae).

## Rozmieszczenie geograficzne
Do rodzaju należą gatunki występujące w wodach zachodniego, południowo-zachodniego, wschodniego i południowo-wschodniego Oceanu Atlantyckiego oraz południowo-zachodniego Oceanu Indyjskiego.

## Morfologia
Długość ciała do 104 cm; masa ciała (największa opublikowana) 10,2 kg. 

## Systematyka
Rodzaj zdefiniował w 1810 roku francuski przyrodnik Constantine Samuel Rafinesque w publikacji własnego autorstwa poświęconej nowym rodzajom i gatunkom zwierząt i roślin Sycylii. Gatunkiem typowym jest (oznaczenie monotypowe) ogończa pastynak (D. pastinaca).

### Etymologia
- Dasyatis: gr. δασυς dasus ‘włochaty, kosmaty, chropowaty’; βατoς batos lub βατις batis ‘płaska ryba, zwykle stosowana w odniesieniu do płaszczki lub rai’[16].
- Uroxis: gr. ουρα oura ‘ogon’[17]; οξυς oxus ‘ostry, spiczasty’[18]. Gatunek typowy (oznaczenie monotypowe): Dasyatis ujo Rafinesque, 1810 (= Raja pastinaca Linnaeus, 1758).
- Trygon (Trigon): gr. τρυγων trugōn, τρυγονσς trugonos ‘płaszczka’[19]. Gatunek typowy (późniejsze oznaczenie): Raja pastinaca Linnaeus, 1758[20].
- Trygonobatus (Trygonobatis): gr. τρυγων trugōn, τρυγονσς trugonos ‘płaszczka’[19]; βατoς batos lub βατις batis ‘płaska ryba, zwykle stosowana w odniesieniu do płaszczki lub rai’[21]. Gatunek typowy (późniejsze oznaczenie): Raja pastinaca Linnaeus, 1758[22].
- Pastinacae: łac. pastinaca ‘pasternak’, od pastinum ‘widły ogrodowe’[23]. Gatunek typowy: Raja pastinaca Linnaeus, 1758.
- Dasybatus: gr. δασυς dasus ‘włochaty, kosmaty, chropowaty’[24]; βατoς batos lub βατις batis ‘płaska ryba, zwykle stosowana w odniesieniu do płaszczki lub rai’[21]. Gatunek typowy (oznaczenie monotypowe): Raja pastinaca Linnaeus, 1758.
- Brachioptera: gr. βραχιων brakhiōn, βραχιoνos brakhionos ‘górna część ramienia’[25]; πτερον pteron ‘skrzydło, płetwa’[26]. Gatunek typowy (oznaczenie monotypowe): Brachioptera rhinoceros Gratzianov, 1906 (nomen dubium).

### Podział systematyczny
Do rodzaju należą następujące występujące współcześnie gatunki:
- Dasyatis chrysonota Smith, 1828
- Dasyatis hastata (DeKay, 1842)
- Dasyatis hypostigma Santos & Carvalho, 2004
- Dasyatis marmorata Steindachner, 1892
- Dasyatis pastinaca (Linnaeus, 1758) – ogończa pastynak[27]
- Dasyatis tortonesei Capapé, 1975

Opisano również szereg gatunków wymarłych:

- Dasyatis borodini Case, 1981 (Ameryka Północna; eocen)
- Dasyatis branisai Cappetta, 1975 (Ameryka Południowa; kreda)
- Dasyatis carasuensis Averianov & Udovitshenko, 1993 (Azja; eocen)
- Dasyatis charlisae Case, 1981 (Ameryka Północna; eocen)
- Dasyatis commercensis Case & Cappetta, 1997 (Ameryka Północna; kreda)
- Dasyatis concavifoveus Cvancara & Hoganson, 1993 (Ameryka Północna; paleocen)
- Dasyatis crosswickense Case, 1996 (Ameryka Północna; paleocen)
- Dasyatis datasi Noubhani & Cappetta, 1997 (Afryka)
- Dasyatis delfortriei Cappetta, 1970 (Europa; miocen)
- Dasyatis dianapizarroae Laurito Mora, 1999 (Ameryka Środkowa)
- Dasyatis dux (Cope, 1867) (Ameryka Północna; miocen)
- Dasyatis hexagonalis Arambourg, 1952 (Afryka)
- Dasyatis mahuliensis Sahni & Mehrotra, 1981 (Azja; miocen)
- Dasyatis martini Noubhani & Cappetta, 1997 (Afryka)
- Dasyatis minuta Cappetta, 1970 (Europa; miocen)
- Dasyatis molinoensis Cappetta, 1975 (Ameryka Południowa; kreda)
- Dasyatis newegyptensis Case, Borodin & Leggett, 2001 (Ameryka Północna; kreda)
- Dasyatis nipponensis (Hatai & Kotaka, 1962) (Azja; miocen)
- Dasyatis northdakotaensis Hoganson, Erickson & Holland, 2019 (Ameryka Północna; kreda)
- Dasyatis ponsi Noubhani & Cappetta, 1997 (Afryka)
- Dasyatis puercensis Williamson & Lucas, 1993 (Ameryka Północna; paleocen)
- Dasyatis rafinesquei Kumar & Loyal, 1987 (Azja; eocen)
- Dasyatis reticulata Guinot, Hautier, Sambou & Martin, 2023 (Afryka; kreda)
- Dasyatis rugosa (Probst, 1877) (Europa; miocen)
- Dasyatis russelli Cappetta, 1972 (Afryka)
- Dasyatis schaefferi Cappetta, 1975 (Ameryka Południowa; kreda)
- Dasyatis serralheiroi Cappetta, 1970 (Europa; miocen)
- Dasyatis sessaoensis Cappetta, 1972 (Afryka)
- Dasyatis speetonensis Underwood, Mitchell & Veltkamp, 1999 (Europa; kreda)
- Dasyatis strangulata (Probst, 1877) (Europa; miocen)
- Dasyatis sudrei Cappetta, 1972 (Afryka)
- Dasyatis targionii (Lawley, 1876) (Europa; pliocen)
- Dasyatis tetraedra Arambourg, 1952 (Afryka)
- Dasyatis tochtabusiensis Averianov & Udovitshenko, 1993 (Azja; eocen)
- Dasyatis torrejonius Williamson & Lucas, 1993 (Ameryka Północna; paleocen)
- Dasyatis vicaryi Loyal, 1984 (Azja; eocen)
- Dasyatis wochadunensis Ward, 1979 (Europa; eocen)